# 豊島区立図書館
豊島区立図書館（としまくりつとしょかん）とは、東京都豊島区が運営する7つの図書館と1つの図書貸し出しコーナーからなる公共図書館群。休館日や開館時間は館によって違う。また年1回館内整理のため、長期休館を行う4日から2週間ほど閉館する。この図書館での図書・所蔵AV資料の貸し出し・返却はバーコードの書かれた各個人の図書館利用カードが必要で（返却の際は提示は不要）最大貸し出し数は1人につき図書は合計15冊、VTRが2点、CDは3枚（点）となっている。雑司が谷図書貸し出しコーナー以外は蔵書を持っている。
豊島区在住・在勤（在学）者でなくても、利用や借り出し利用カードを作成し、図書館資料を借りる（禁帯は除く）ことが出来る。

## 図書館

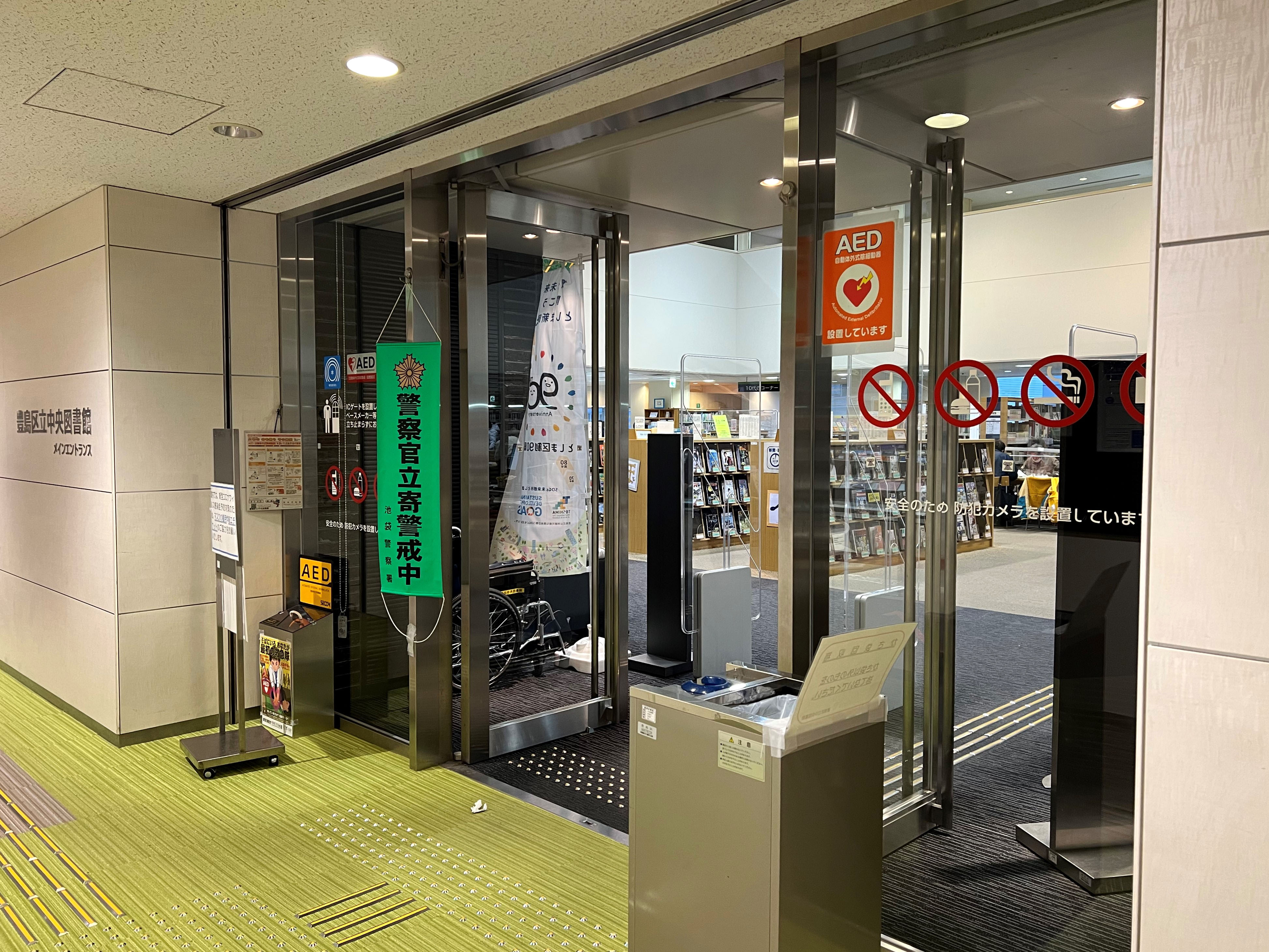
中央図書館 エントランス

- 豊島区立中央図書館 - 東京都豊島区東池袋4-5-2にある豊島区の中心的図書館。
ライズアリーナ4・5階にある。約3000平方メートルという区内最大の広さを持つ21世紀型IT化図書館図書館で、平日の夜は22時までと千代田図書館等とならび、都内で最も長い開館時間でもある。2007年7月より現在の位置に移転した。
- 豊島区立駒込図書館 - 東京都豊島区駒込2-2-2にある駒込地区の図書館
- 豊島区立巣鴨図書館 - 東京都豊島区巣鴨3-8-2にある巣鴨地区の図書館
- 豊島区立上池袋図書館 - 東京都豊島区上池袋2-45-15にある上池袋地区の図書館
- 豊島区立池袋図書館 - 東京都豊島区池袋3-29-10にある池袋地区の図書館
- 豊島区立目白図書館 - 東京都豊島区目白4-31-8にある目白地区の図書館
- 豊島区立千早図書館 - 東京都豊島区千早2-44-2にある千早地区の図書館
- 豊島区立雑司が谷図書貸出コーナー - 東京都豊島区雑司が谷3-1-7にある。
閉鎖された旧雑司が谷図書館の代わりに雑司が谷地区の住民の便宜を図るために設置され、区内各図書館からの取り寄せ・返却の扱いを行っている。
千登世橋教育文化センターの雑司が谷地域文化創造館内にある。旧雑司が谷図書館のあった場所は雑司が谷駅への入り口となっており、千登世橋教育文化センター地下1階部分にある連絡通路にはファミリーマート雑司が谷駅店が出店している。

## 沿革
- 2007年3月31日 - 豊島区立中央図書館 - 豊島区東池袋5-39-18が移転閉館。
- 2007年5月6日 - 豊島区立雑司が谷図書館 - 豊島区雑司が谷3-1-7が閉館。
- 2007年5月16日 - 豊島区立雑司が谷図書貸出コーナー開館。
- 2007年7月18日 - 豊島区立中央図書館の移転終了。
- 2007年9月1日 - 豊島区立目白図書館が改修工事のため一時閉館。
- 2008年9月27日 - 豊島区立目白図書館の改修工事終了・再開館。

## 外部ページ
- 豊島区立図書館